# Даттан, Адольф Васильевич
Адольф Васильевич Даттан (нем. Adolph Traugott Arthur Dattan, 22 октября 1854, Рудерсдорф — 14 августа 1924, Наумбург) — немецко-российский предприниматель, совладелец крупного торгового дома Кунст и Альберс во Владивостоке. Был также меценатом и популяризатором науки. Во время Первой мировой войны из-за подозрений в шпионаже был сослан в Сибирь.

## Биография
Адольф Даттан был десятым, младшим ребёнком в семье евангелического священника из деревушки Рудерсдорф под Буттштедтом. Семья Даттан была небогатой, а образование по обычаям того времени Адольф получил дома. Его отец в молодости работал преподавателем в доме прусского барона, жившего на юге Франции.

### Профессиональное образование и первая работа
Даттан завершил четырёхлетнее обучение на торговца в компании своего шурина в Наумбурге, во время которого продолжал жить очень скромно. В 18 лет Даттан отправился в Гамбург, в дальнейшем собираясь эмигрировать в Южную Америку. Следующие два года он работал на различных должностях, главным образом бухгалтером, и параллельно учился. Также он вёл дела ювелира из Гамбурга по имени Фриц Альберс, брата Густава Людвига Альберса, который основал в 1864 году во Владивостоке вместе с ним торговую компанию Кунст и Альберс.

### Кунст и Альберс

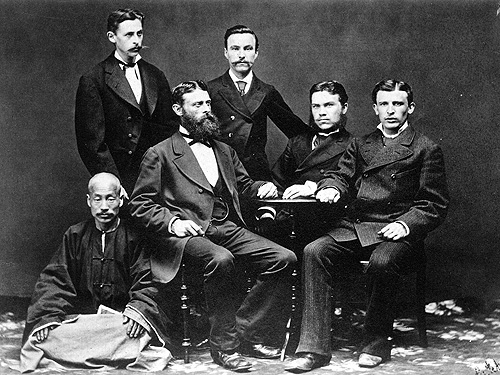
Кунст и Альберс в 1880 во Владивостоке

Работа Даттана на «Кунст и Альберс» началась, когда Густав Альберс, впервые вернувшись на родину в отпуск, нанял его бухгалтером. Даттан стал первым немцем в штате владивостокской компании. Его жалование составляло 50 рублей в месяц с питанием и проживанием.
В 1879 году Даттан получил от владельцев право подписи в компании и фактически с 1881 года взял управление на себя. Владельцы в то время постоянно во Владивостоке уже не проживали. С этого времени он получил гарантированную долю прибыли в размере 10 %, но не менее 5000 рублей в год, в дополнение к годовому окладу в 2000 рублей.

Даттан хорошо приспособился к тяжёлым условиям и традициям на новых российских территориях, особенно хорошо ему удавалось находить общий язык с властями и влиятельными военными во Владивостоке:
Противно смотреть, по крайней мере, нам, немцам, как два бородатых здоровяка обнимаются и целуются в губы; при всём восхищении тем, как господину Даттану удалось впитать русские традиции, эту привычку я не в силах перенять. Предприниматели, конечно, любят зарабатывать, но никакие деньги в мире не смогли бы заставить меня поцеловать генерала или офицера прямо в пепельницу, даже чтобы подписать крупный контракт.
Компания под управлением Даттана начала быстро расти, как в плане выручки, так и в отношении охвата: в 1880-х годах были открыты магазины-филиалы в Амурской области и дальше вглубь страны. В общей сложности к 1914 году «Кунст и Альберс» построила целую сеть из 30 магазинов на Дальнем Востоке России и прилегающих к нему китайских территориях. Управление компанией требовало частых переездов по неосвоенным землям, в том числе зимой на лошадях и санях.
В 1886 году Даттан уже был аукционером и имел долю прибыли в размере 33 %. В этом же году он официально принял российское подданство, поскольку новый закон не разрешал иностранцам приобретать землю в приграничных районах Российской империи. С этого момента компания покупала всю недвижимость на Дальнем Востоке на имя Даттана.
После того, как в 1904 году Густав Кунст покинул компанию, Даттан стал владеть половиной акций компании во Владивостоке, а также одноимённом фирменном магазине в Гамбурге. Данный магазин занимался закупками и отгрузкой товаров из Европы на Дальний Восток России.
Незадолго до смерти Даттана в 1924 году его владения в России были переоформлены на Альфреда Альберса, чтобы избежать национализации компании по закону о наследстве.

### Семья

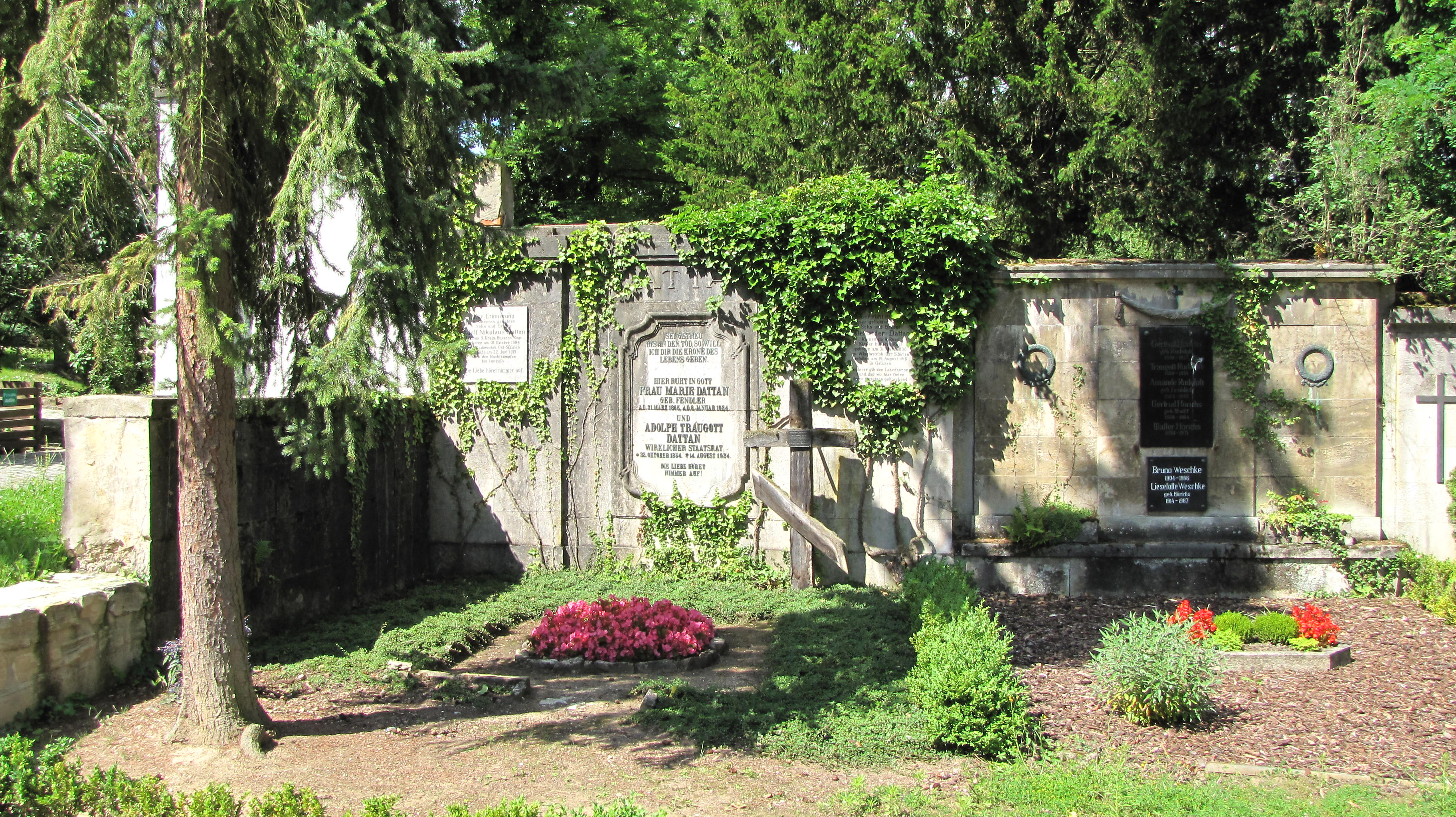
Семейная могила Даттанов в Наумбурге

Впервые Даттан вернулся на родину в 1887 году, будучи уже богатым молодым предпринимателем. Он ехал по суше, хотя железной дороги в Сибири тогда ещё не было. Во время пребывания в Наумбурге он женился на Мари Фендлер, с которой вернулся во Владивосток. В браке родилось семь детей. В 1901 году Даттан переселился с семьёй в Наумбург, однако продолжал проводить во Владивостоке большу́ю часть года. Во время Первой мировой войны его сыновья погибли на разных фронтах: старший, Александр, был офицером российской армии, а Адольф — немецким и воевал на Западном фронте.

### Титулы и почётные должности
В 1887 году Даттан был назначен на должность немецкого торгового представителя во Владивостоке и Амурской области. В 1904 году германский император жаловал ему титул вице-консула, и к 1908 году Даттан стал подписывать отправляемые в Берлин отчёты словами «Императорский германский консул». В 1911 году в консульство были наняты кадровые чиновники, и Даттана сняли с должности, оставив, однако, право подписываться «императорским германским консулом».
Параллельно Даттан также поднимался и в российском чине: в 1900 году Николай II назначил его торговым советником, в 1904 году он стал статским советником, а в 1911 — действительным статским советником. В начале 1914 года Даттан вместе со своей женой и детьми получил наследственное дворянство. В основном поводом к получению этих чинов были его усилия как филантропа, финансировавшего первое высшее образовательное учреждение Владивостока, Восточный институт; Даттан был там почётным куратором.
Кроме того, Даттан получил в общей сложности 24 награды, половину из них — в России. Пять из этих знаков отличия были пожалованы ему за покровительство наукам.

### Этнология и зоология
Даттан коллекционировал артефакты коренных народов, которые он находил во время поездок по Восточной Сибири и через посредников. Из этих предметов он собрал несколько коллекций, которые затем пожертвовал в европейские музеи, по-видимому, ожидая от них государственных наград. Позже Даттан начал собирать также экзотических животных, однако никаких доказательств собственной научной работы Даттана на сегодняшний день не имеется.
Пожертвованные музеям коллекции:
- Музей естествознания в Брауншвейге, в том числе семиметровый скелет стеллеровой коровы.
- Брауншвейгский городской музей: этнографическая коллекция.
- Музей этнологии Дрездена.
- Венский музей этнологии
- Этнологический музей в Лейдене
- Этнографические коллекции Университета Осло.

### Ссылка в Сибирь
В начале Первой мировой войны конкуренты компании воспользовались антигерманскими настроениями и распространили слухи о том, что «Кунст и Альберс» якобы шпионила в пользу Германии, что привело компанию, сильно пострадавшую от противостояния России и Германии, на грань краха.
В октябре 1914 года в доме Адольфа Даттана был проведён обыск, а сам он — арестован на 9 дней. После этого его освободили, не предъявив никаких обвинений, а в 1915 году генерал-губернатор внезапно приказал отправить Даттана в ссылку в деревню Колпащево в Томскую губернию. В 1917 года ему всё же разрешили переехать в Томск, но во время ссылки Даттан не мог ничего делать, кроме как беспомощно смотреть на то, как разваливается компания. Лишь зимой 1919—1920 года он вернулся во Владивосток на поезде через Сибирь, раздираемую гражданской войной.

### Награды
- Орден Красного орла, 4 степени[7]
- Орден Короны 4 степени
- Орден Генриха Льва, 2 степени (1911)[8]
- Орден Двойного дракона, 2 раза, 3 степени
- Орден Священного сокровища, командир
- Орден Святого Олафа, 1 степени
- Императорский австрийский орден Франца Иосифа, крест офицера (1903)[9], (1911)[10]
- Орден Святой Анны 3 степени
- Орден Святого Станислава, 2 степени
- Орден Святого Владимира, 4 степени
- Императорский Мемориал Красного Креста России

## Упоминания в фильмах
В докладе «Abenteuer Sibirien» о немцах в Сибири, впервые транслировавшемся 17 ноября 2012 года, Адольф Даттан является одним из исторических героев сюжета.